# Villaverde la Chiquita
Villaverde la Chiquita es un pueblo pequeño de la provincia de León. Se ubica en el ayuntamiento de Valdepolo, a unos 39 km de la capital provincial.
Como atracción turística natural tiene una lagunas con aves varias y especiales. El pueblo se divide en dos partes: el centro y la parte de arriba, la llamada era. La era es una antigua plantación de trigo, avena y otros cereales. En ella existe una pista de frontón, una de las mejores conservadas de la zona.
Hay alrededor de unas 20 personas en invierno y 80 en verano.
Al lado pasa un reguero que desemboca en el río Esla.
Celebra la fiesta el día de San Miguel Arcángel el 29 de septiembre.

## Ubicación
| Noroeste: Villahibiera        | Norte: Herreros de Rueda | Noreste: Llamas de Rueda |
| Oeste: Valdepolo              | Rosa de los vientos      | Este: Quintana del monte |
| Suroeste Saelices del Payuelo | Sur: Villacintor         | Sureste: Villamizar      |

## Demografía
Evolución de la población
| Gráfica de evolución demográfica de Villacintor entre 2000 y 2017  |
|                                                                    |
| Población de derecho (2000-2017) según el padrón municipal del INE |